# Balboa (León)
Balboa ist eine Gemeinde mit 263 Einwohnern (Stand: 2024) im nordwestlichen Zentral-Spanien in der Provinz León in der Autonomen Gemeinschaft Kastilien-León. Die Gemeinde besteht neben dem Hauptort Balboa aus den Ortschaften Cantejeira, Castañeiras, Castañoso, Chan de Villar, Fuente de Oliva, Lamagrande, Parajís, Pumarín, Quintela, Ruideferros, Ruidelamas, Valverde, Villafeile, Villanueva, Villariños und Villarmarín.

## Geografie
Balboa liegt etwa 110 Kilometer westnordwestlich von León in einer Höhe von ca. 720 m. 

## Bevölkerungsentwicklung
| Jahr        | 1900 | 1950 | 1970 | 1981 | 1991 | 2001 | 2011 | 2021 |
| ----------- | ---- | ---- | ---- | ---- | ---- | ---- | ---- | ---- |
| Einwohner   | 1281 | 1342 | 1159 | 851  | 611  | 439  | 367  | 288  |
| Quelle: INE |      |      |      |      |      |      |      |      |

## Sehenswürdigkeiten

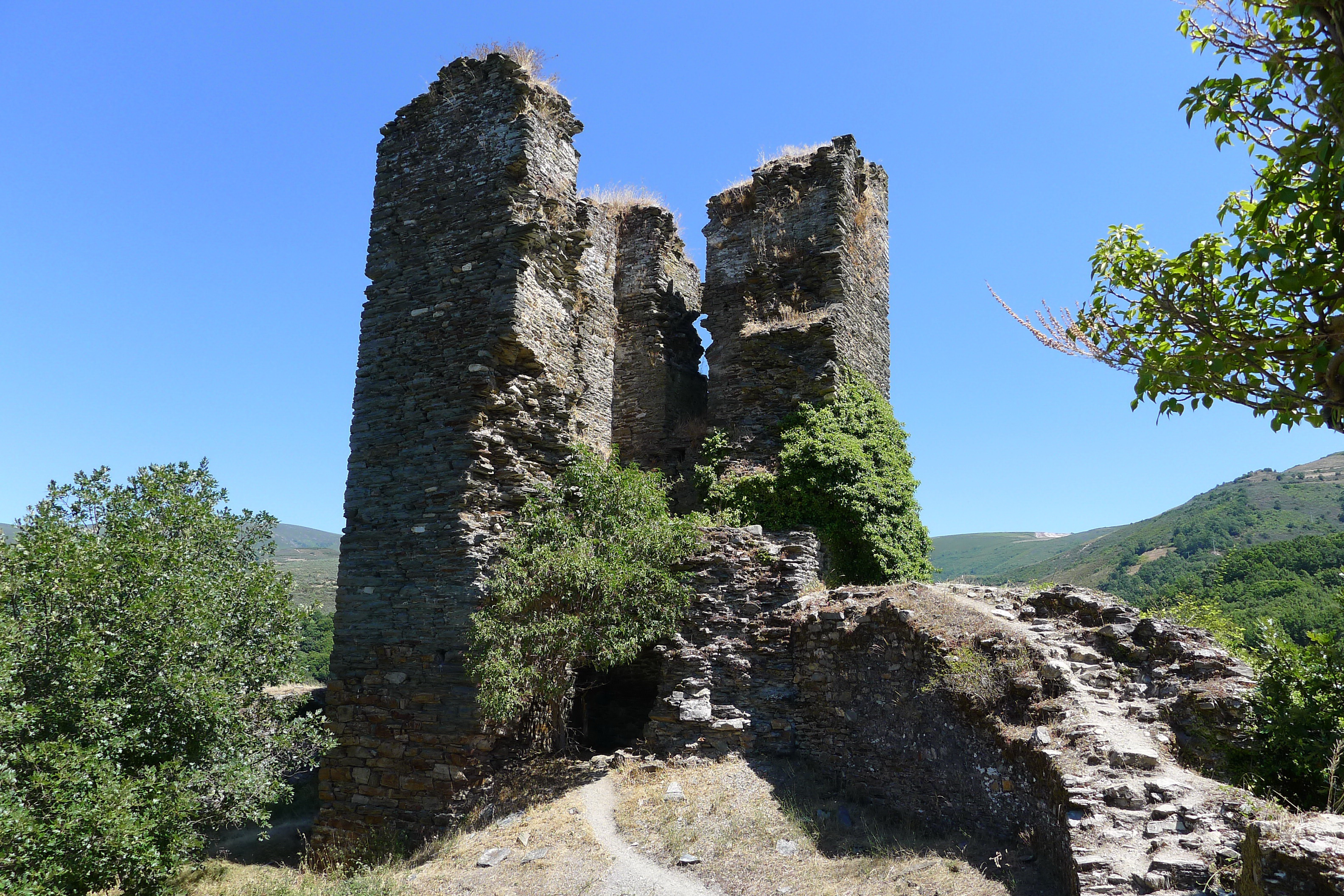
Burgreste von Balboa
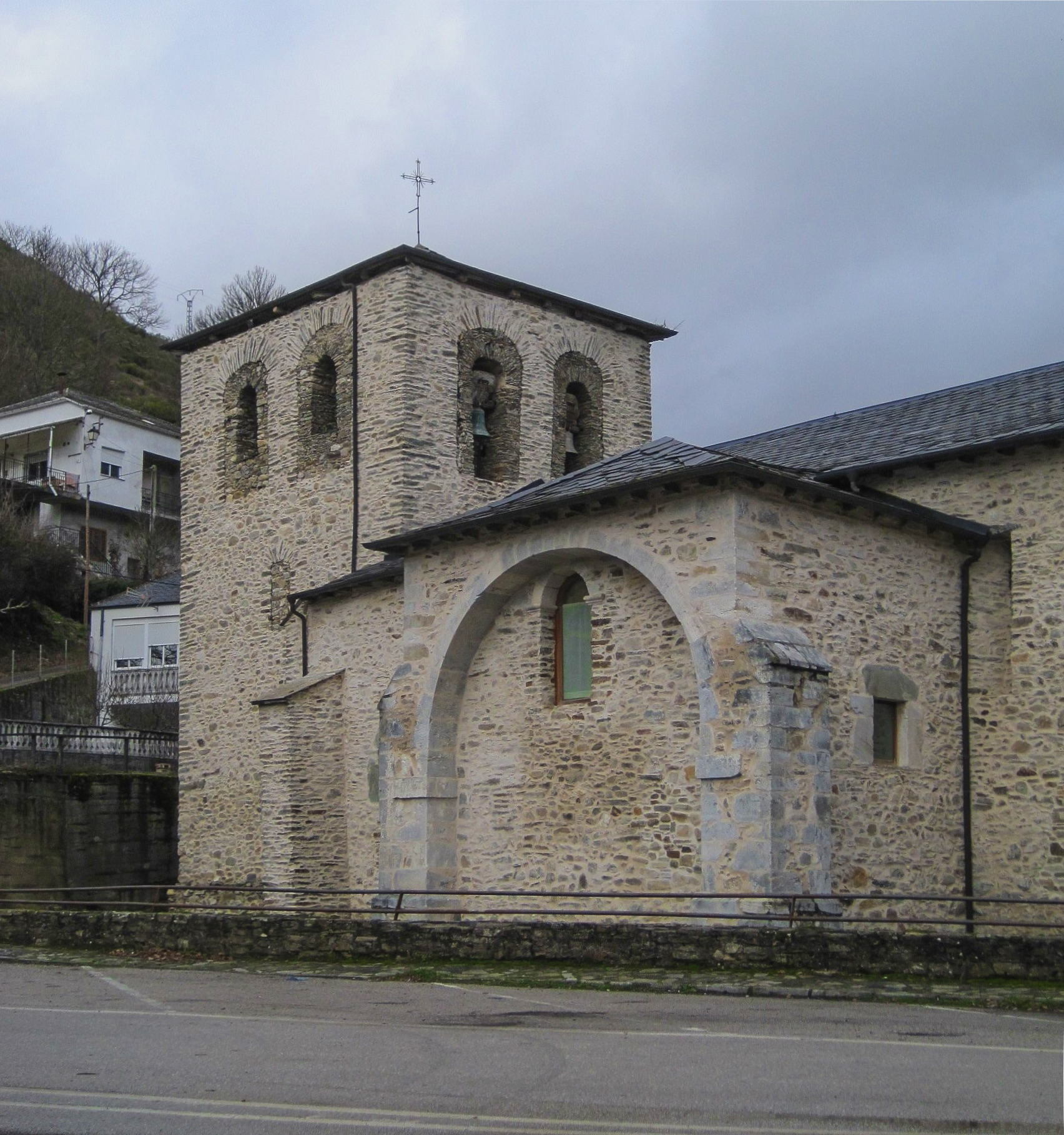
Marinenkirche
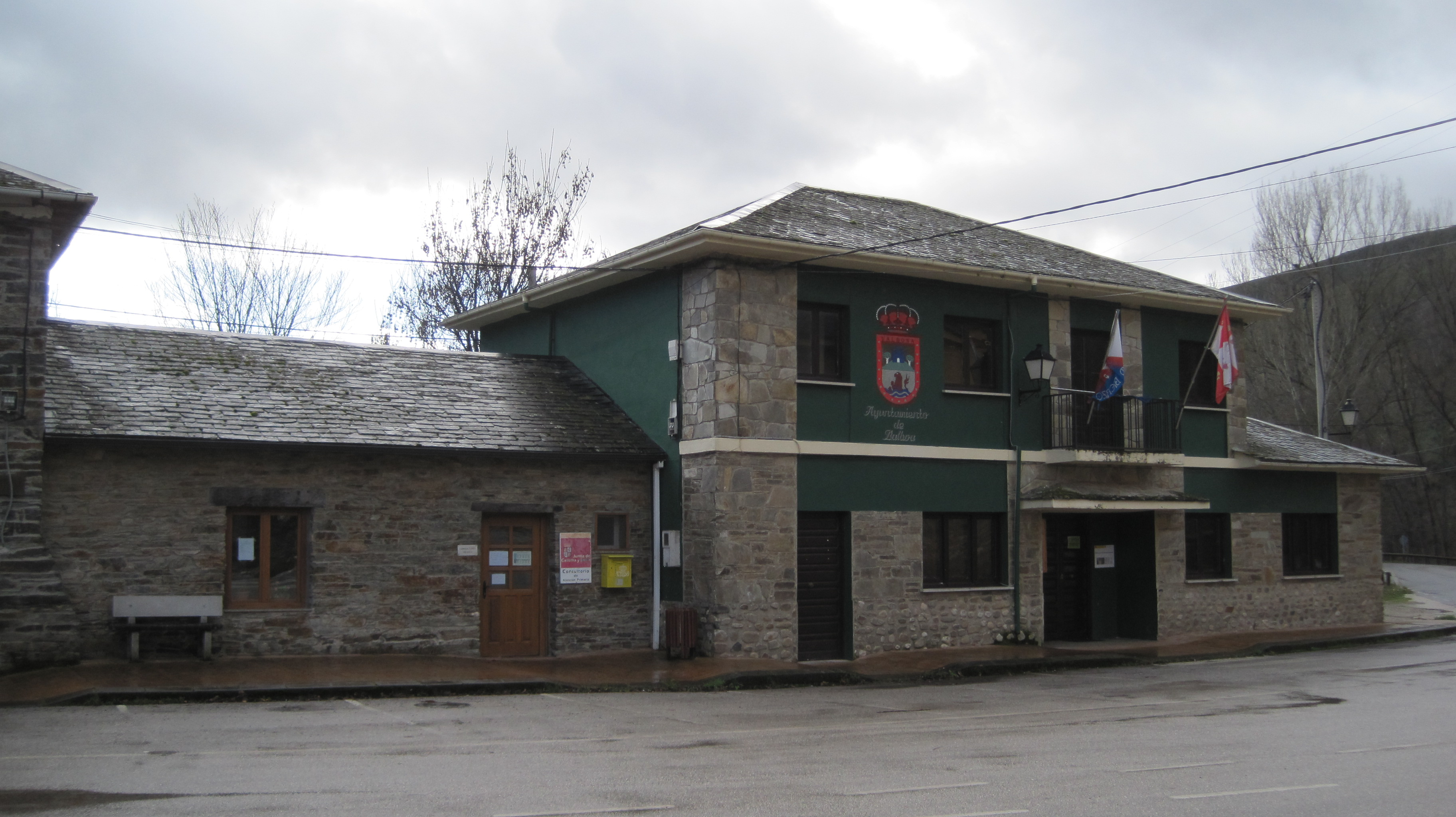
Rathaus

- Burgreste von Balboa
- Marinenkirche
- Rathaus